# Tilt-shift

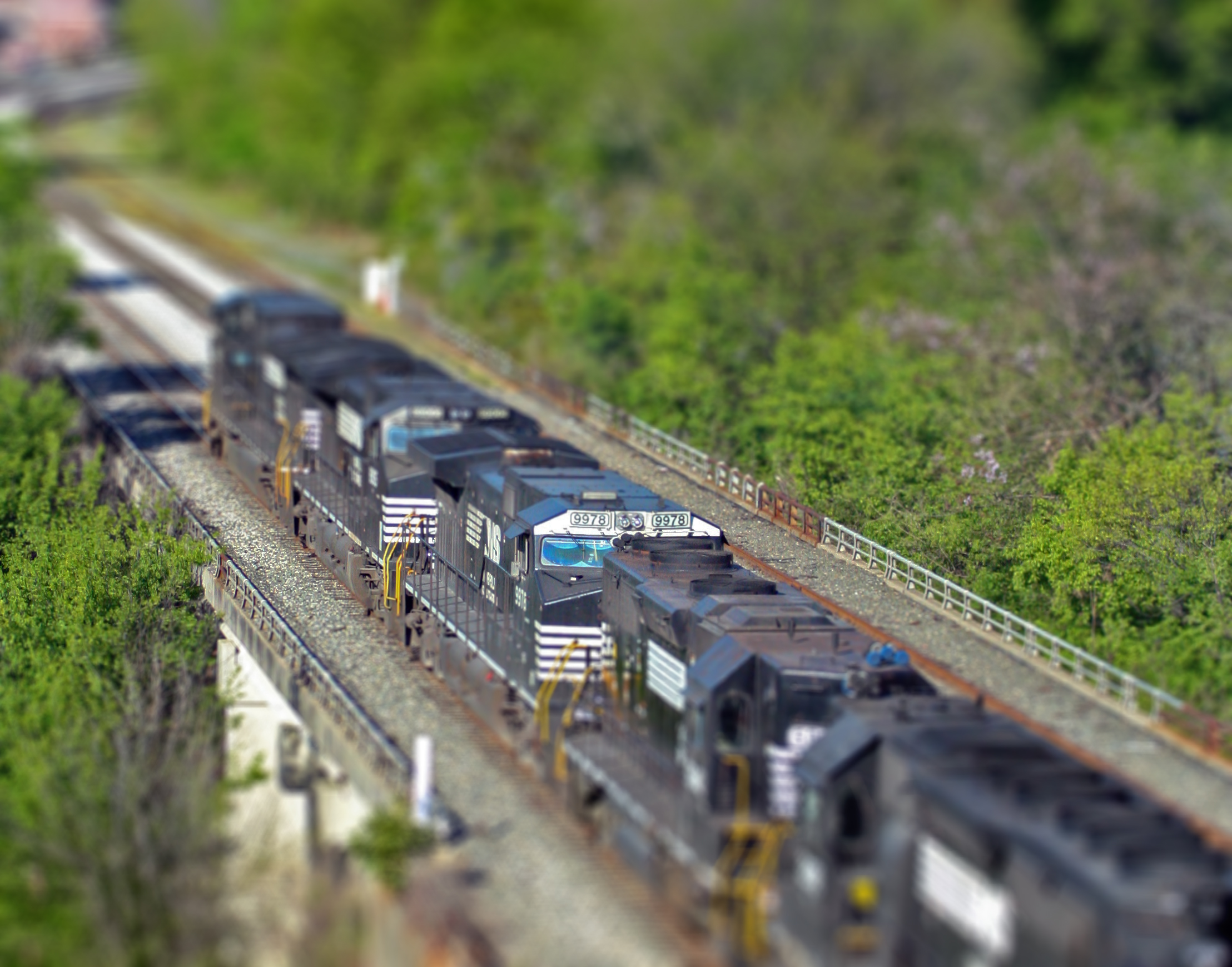
Um trem

Estilo de fotografia conhecida como “tilt and shift” refere-se ao uso de movimentos de câmara em câmaras de formato pequeno ou médio e por vezes refere-se ao uso de picagem/inclinação (tilt) para limitação ou aumento da profundidade de campo, produzindo fotografias de objetos e cenários reais mas que ficam parecidos com miniaturas e maquetes ou proporcionando uma maior profundidade de campo, mesmo com o uso de grandes aberturas.
“Tilt-shift” de facto engloba dois tipos de movimento: inclinação do plano óptico da objectiva em relação ao plano de filmagem, designado por tilt, e o movimento em paralelo da lente relativamente ao plano de imagem designado por shift.
O Tilt é usado para controlar a orientação do plano de focagem e assim a parte de imagem que aparece bem definida; é uma aplicação do princípio de Scheimpflug. Shift é usado para ajustar a posição do objecto na área de imagem sem mover a câmara lateralmente ou para cima e para baixo; é utilizado para evitar a convergência de linhas paralelas como por exemplo a fotografia de arranha-céus.

A primeira lente desenvolvida especialmente para produzir este efeito foi a Canon TS35mm f/2.8 S.S.C em 1973 e foi projetada para ser possível o trabalho fotográfico como era antes com as antigas câmeras grande formato.
1. ↑  «TS35mm f/2.8 S.S.C. - Canon Camera Museum». global.canon. Consultado em 7 de julho de 2023
2. ↑  BastianK (23 de janeiro de 2023). «Review: Canon FD 35mm 2.8 TS». phillipreeve.net (em inglês). Consultado em 7 de julho de 2023